# Krajobraz kulturowy tarasów ryżowych ludu Hani w Honghe
Krajobraz kulturowy tarasów ryżowych ludu Hani w Honghe – obejmuje powierzchnię ponad 16 tysięcy hektarów w południowej części prowincji Junnan. Obszar ten wytyczają z jednej strony tarasy ryżowe, opadające z wysokich stoków gór Ailao, a z drugiej – brzegi rzeki Czerwonej. Od ponad 1300 lat lud Hani rozwinął tutaj złożony system irygacyjny, doprowadzający wodę do tarasów z zalesionych szczytów gór. Stworzył także zintegrowany system hodowli bawołów, bydła, kaczek, ryb i węgorzy, który wspierał podstawową dla tego regionu uprawę czerwonego ryżuCITEREFDziedzictwo.
W 2013 roku region został doceniony wpisem na listę światowego dziedzictwa UNESCO .